# レオパルト1
レオパルト1 (Leopard 1/Leopard Eins) は、西ドイツが開発した第2世代主力戦車。

## 名称
第一次生産シリーズ当時は単に「レオパルト」と呼ばれていたが、「レオパルト2」の開発計画が始まって以降に改修が行われたA1型から、制式名として「レオパルト1」に変更された。

## 概要
第二次世界大戦後に西ドイツが開発した初の国産戦車。開発開始は1956年。当時、西ドイツ陸軍（現：ドイツ連邦陸軍）が保有・運用していたアメリカ製のM48パットンの後継車両として、L7 51口径105mmライフル砲搭載・NBC戦対応30t級戦車という要件が定められ、クラウス＝マッファイ社で開発がすすめられた。
一時はフランスやイタリアとの共同開発となったが、開発国同士で折り合いがつかず、西ドイツの単独開発に戻る。西ドイツの複数の兵器メーカーによるグループA（ポルシェ、MaK、ルーター＆ヨルダン、ヴェクマン）とグループB（ルールシュタール、ハノマーク、ヘンシェル、ラインメタル）により競作され、後にボルクヴァルト社中心のグループC案も計画されたが、同社の倒産により中止された。一次試作車はA・B案共に2輌ずつ、二次試作車は試験結果の良かったA案が26輌、B案が6輌発注され、更にA案の先行量産型であるOシリーズ50輌を経て、本格量産に入った。

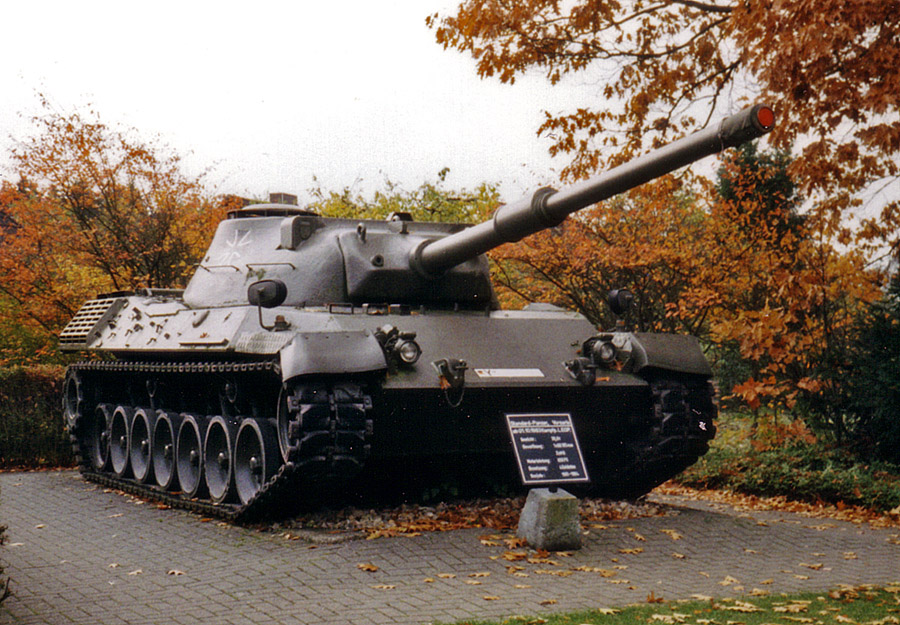
試作II号A型砲塔を搭載した試作車

1964年から生産され、部隊配備開始は1965年。
ヨーロッパのNATO各国（デンマーク、ノルウェー、ベルギー、オランダ、イタリア、ギリシャ）はもとより、トルコ、ブラジル、カナダ、オーストラリアやチリ、レバノンなどにも輸出されている。
2003年をもって、ドイツ陸軍から全車退役した。

## バリエーション
本戦車は多数の改良型が存在する。
レオパルト Oシリーズ
各種運用試験に50両作られた先行生産型。1963年にはAMX-30試作型との比較審査に用いられている。
レオパルト
第一次生産シリーズの第1-第4バッチ。1965年から1970年の間に、合計1,861両が製造された。これとは別に、第4バッチがNATO各国向けに追加生産されている。
レオパルト1A1
第一次生産シリーズにキャデラック・ゲージ社から新しい砲安定装置への変更やサイドスカート、ゴムブロックを雪や氷用路面のX字型の履帯へ交換可能などの追加改良を行った、第一次改修計画最初の型。この型から制式名称が「レオパルト」から「レオパルト1」に変更された。
レオパルト1A1A1
1975年から1977年にかけて行われた第二次改修計画で、既存車両にブローム&フォス社製の厚さ10から20mmの増加装甲板を追加、砲塔を中空装甲化した車両。1975年から1977年にかけて改修され、1980年代にはPZB 200熱映像（サーマルイメージ）方式暗視装置が追加装備された。
レオパルト1A1A2
1980年代からの第三次改修計画で、PZB 200熱映像（サーマルイメージ）方式暗視装置を追加装備。
レオパルト1A1A3
1986年にSEM80/90無線機を装備。
レオパルト1A1A4
1A1A2と1A1A3の両方の改良が施された車両。
レオパルト1A2
第5バッチ生産車両（前期型）、1972年4月から1973年5月までに232両が生産された。レオパルト1A1と同等の改良を最初から施しているほか、砲身にサーマルジャケット追加、砲塔装甲の厚化、より強力な燃焼エアフィルターシステム、改良されたABCフィルター、ドライバーおよび指揮官用のイメージインテンシファイア（BiV）暗視装置、交換可能なチェーンパッドとサイドチェーンカバー付きのコネクタートラックチェーンD 640Aを装備。3メートルのロープを置き換えるために、長さ5メートルの牽引ロープも導入された。
レオパルト1A2A1
1A2に1A1A2と同様の増加装甲と、PZB 200の装着改修を行った車両。
レオパルト1A3
第5バッチ生産車両（後期型）、1973年5月から1973年11月に110両が生産されている。車体はレオパルト1A2とほとんど同じだが、プラスチック製詰め物で2枚の間隔をあけられた板金からなる新しい中空装甲（スペースド・アーマー）形式の溶接砲塔に換装した。砲塔内部面積が1.5m³増加し、防御力が50％向上したとされる。装填手席にMK.IV アングルミラーを追加装備。
レオパルト1A3A1
1A3にPZB 200の装着改修を行った車両。
レオパルト1A4
第6バッチ生産車両、250両生産されている。1974年に始まり、デジタル化された射撃管制装置EMES 12A1光学空間イメージレンジファインダーを装備。そのうえ、指揮官に専用の暗視装置（PERI R12）を装備。この改修により、器材は砲塔内部スペースを使い果たし、弾薬荷は55発（うち42発はドライバーの左のマガジンに保存）になった。第1-第6バッチまでの車両と派生車両の生産数は計2,400両余り（ドイツ分のみ）。
レオパルト1A5
第四次改修計画により、レオパルト1A1A1の射撃管制装置をEMS 18（レオパルト2で使われるEMES 15から開発。安定したメインライフルスコープ（HZF）とレーザーレンジファインダーを備えたが武器追跡システム（WNA）を備えていないレオパルト2のFLAに対応）へ換装、NBC保護の改善、ドライバー用のアングルミラー洗浄システム、強化スイングアームベアリング、フィールド調整システム、新型弾薬（APFSDS弾）の追加。また、レオパルト2と同じ120 mm 滑腔砲を搭載可能にしたが、ほかの改修に比べてコストが高く実装されることはなかった。1,300両弱改修。
レオパルト1A6
レオパルト2の技術をフィードバックし、主砲を120mm滑腔砲に換装し、複合装甲を採用した試作車両。1A5から改造されたVT2と、1A1A1から改造されたVT5の2両が作られ、1987年まで試験に用いられた。
レオパルトC1/C1A1
C1は、カナダ陸軍が採用したレオパルト1A3の後期型。溶接砲塔。C1A1は、C1にドイツのIBD社が開発したMEXAS（モジュラー拡張装甲システム）を追加した改修車両。C1は、後に砲塔の微光増幅方式暗視装置や射撃管制装置が時代遅れになったので、砲塔を換装するなどしてC2への改修が行われた。
レオパルトC2/C2A1
C2は、C1の車体に、ドイツから購入したレオパルト1A5から鋳造砲塔だけを流用して、組み合わせた車両。砲身は、程度が良かったC1の物を使用。余ったC1の砲塔と1A5の車体は売却。C2A1は、C2にMEXASを追加した改修車両。

## 運用

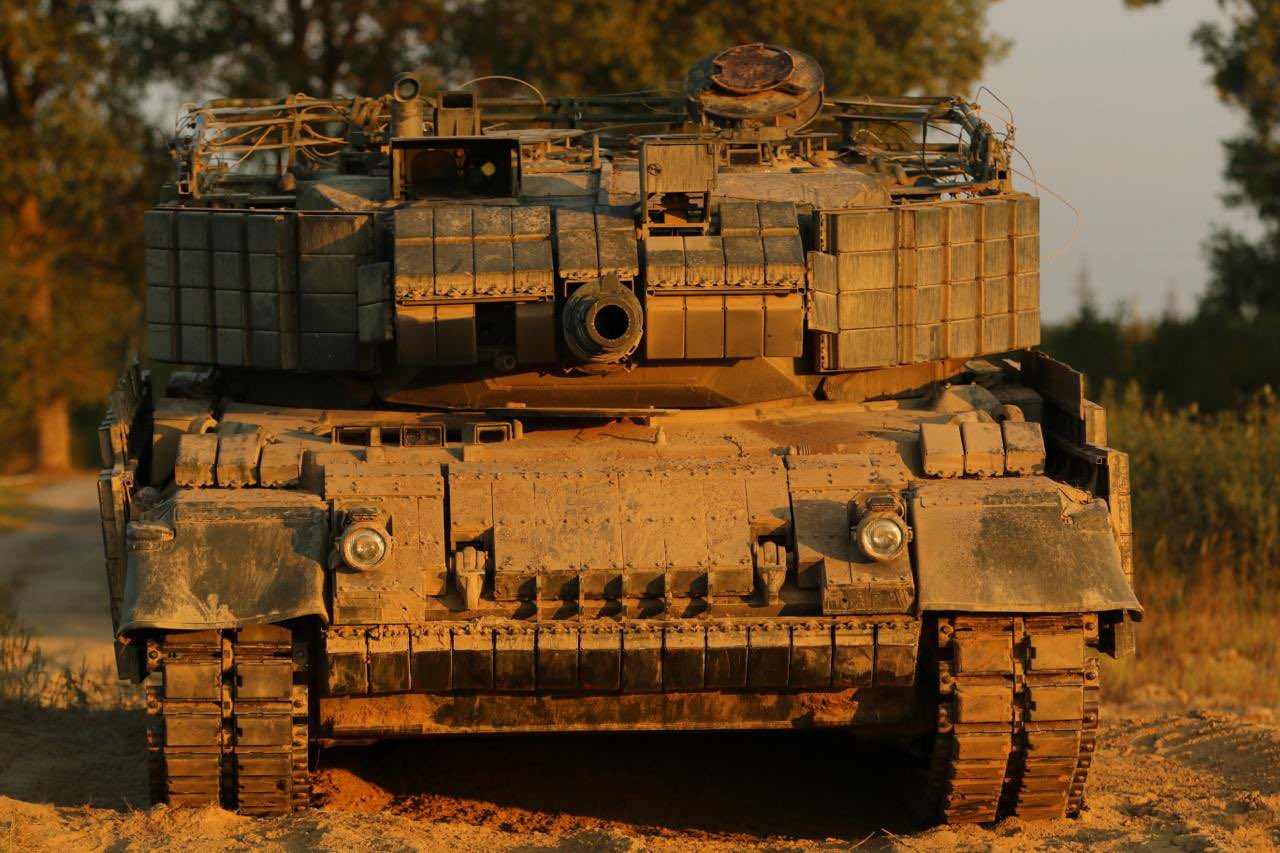
コンタークト-1 爆発反応装甲を装備したウクライナ軍のレオパルト1A5

ベルギー
1968年から1971年にかけて334両のレオパルト1を取得し、そのうち132両は後にレオパルト1A5相当にアップグレードされた。退役後に民間企業で保管されていた在庫のうち50両がウクライナへの供与のためラインメタル社に売却された。ベルギーのレオパルト1はコソボに派遣されたことがある。2014年に全ての車両が退役した。
カナダ
1978年から1979年にかけて114両のレオパルトC1を購入し、後に一部がレオパルト1A5に相当するレオパルトC2にアップグレードされた。レオパルトC2はアフガニスタンでの作戦に派遣され、少なくとも3両が破壊され、15両が損傷した。
デンマーク
1976年から1978年にかけて120両のレオパルト1A3戦車を取得し、1992年には同車をさらに110両取得した。これらは後にレオパルト1A5相当にアップグレードされたが、砲塔はレオパルト1A3の溶接砲塔を備えていたためレオパルト1A5とは差異がある。デンマークのレオパルト1はクロアチアとボスニアでの平和維持活動に派遣され、ボスニア・セルビア軍部隊との戦闘に巻き込まれたが、この戦闘でデンマーク側に死傷者は出なかった。
イタリア
1970年にレオパルト1を発注し、1971年から1972年の間に200両のレオパルト1A1と69両のベルゲパンツァー2が納入された。さらに600両のレオパルト1A2と67両のベルゲパンツァー2がオート・メラーラによってイタリアで製造され、1975年から納入が開始された。最初に購入した200両のA1の一部も、このときA2相当にアップグレードされた。最終的にイタリアはドイツ国外のレオパルト1の最大の顧客かつライセンス生産を行った唯一の国となり、M60とレオパルト1の両方を生産した唯一の国となった。1995年、イタリアはドイツ連邦軍から120基のA5余剰砲塔を購入し、所有するA2の車体に取り付けた。イタリアのレオパルト1はバルカン半島での複数の平和維持活動に派遣されたが、戦闘に参加することはなかった。2003年に全てのA1とA2が、2008年に全てのA5が退役した。
ギリシャ
1983年から1984年にかけて、104両のレオパルト1A3を購入した。1992年にはフリゲート艦建造のオフセットとして75両のレオパルト1A5を受け取った。その後オランダ王国軍からさらに170両のレオパルト1Vと2両のA5を受け取った。1998年から2000年にかけて、ギリシャはドイツでのF-4戦闘機のアップグレードのオフセットとして192両の中古のレオパルト1A5を受け取った。2001年、保有する車両のA5へのアップグレードが計画されたが、新たに150両のLeopard1A5を受け取ったためキャンセルされた。
オーストラリア
1974年にレオパルト1の購入を承認し、90両のレオパルト1と数両の派生車両からなる合計101両の車両が取得された。レオパルト1は2007年に運用から外れた。
トルコ
227両のレオパルト1A3と170両のA1を購入した。その後、レオパルト1T 'Volkan'と呼ばれるバージョンにアップグレードした。
ブラジル
ベルギーから128両の中古のレオパルト1A1を購入し、2021年現在は36両が現役である。2009年に250両の中古のレオパルト1A5を購入し、2021年現在は230両が現役である。
チリ
1997年にオランダから202両の中古のレオパルト1Vを購入した。2006年に140両のレオパルト2A4を購入した後はほとんどが予備部隊に移動するか保管庫に保管され、2021年から解体が始まっている。
ウクライナ

2022年4月、ロシアのウクライナ侵攻に対するウクライナ支援の一環として、独ラインメタル社は6週間以内に最初のレオパルト1をウクライナに引き渡せると提案した。2023年2月、ドイツ政府はレオパルト1のウクライナへの輸出を許可した。同月7日、ドイツ、オランダ、デンマークの3か国は退役して保管されているレオパルト1を修復してウクライナに提供するための資金を確保するという共同声明を発表した。2023年11月時点で、各国から195両のレオパルト1A5の供給が約束され一部は実行されている。

## 採用国
- オーストラリア 71両
- ベルギー 132両
- ブラジル 128両
- カナダ 114両
- チリ 202両
- デンマーク 230両
- エクアドル 30両
- 西ドイツ 2,437両
- ギリシャ 520両
- イタリア 720両
- レバノン 43両
- オランダ 468両
- ノルウェー 172両
- トルコ 337両
- イギリス 4両（研究用）
- ウクライナ 195両が供与される予定

## 派生型
本車をベースに各種の装甲戦闘車両が開発されている。
ゲパルト（Flakpanzer Gepard）
自走式対空砲（対空戦車）型。
ベルゲパンツァー2（Bergepanzer II）
回収戦車型。
ブリュッケンレーゲパンツァー・ビーバー（Brückenlegepanzer Biber）
架橋戦車型。
ピオニールパンツァー2・ダクス（PionierPanzer 2 Dachs）
戦闘工兵車型。
レオパルト・ローラント2対空ミサイルシステム（Roland2 SAM（Leopard）
ベルゲパンツァー2の車体にローランド対空ミサイルシステムを搭載した車両。試作・提案のみ。
ヒッポ BRV（Hippo Beach Recovery Vehicle）
「BARV」と呼ばれる特殊回収車型。イギリス海兵隊にて運用。
ブルドッグ BRV（Bulldog Beach Recovery Vehicle）
ヒッポ BRVに準じた外観・性能を持つ特殊回収車型。オランダ海兵隊にて運用。

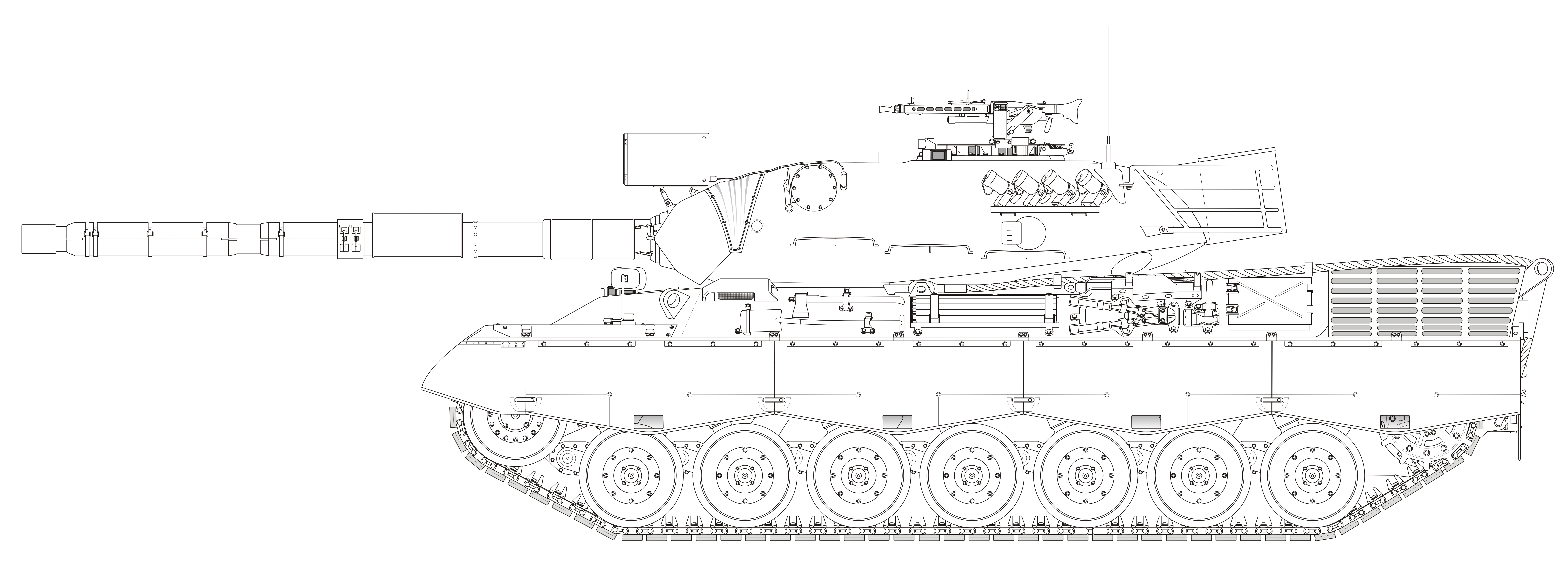
Leopard 1A1
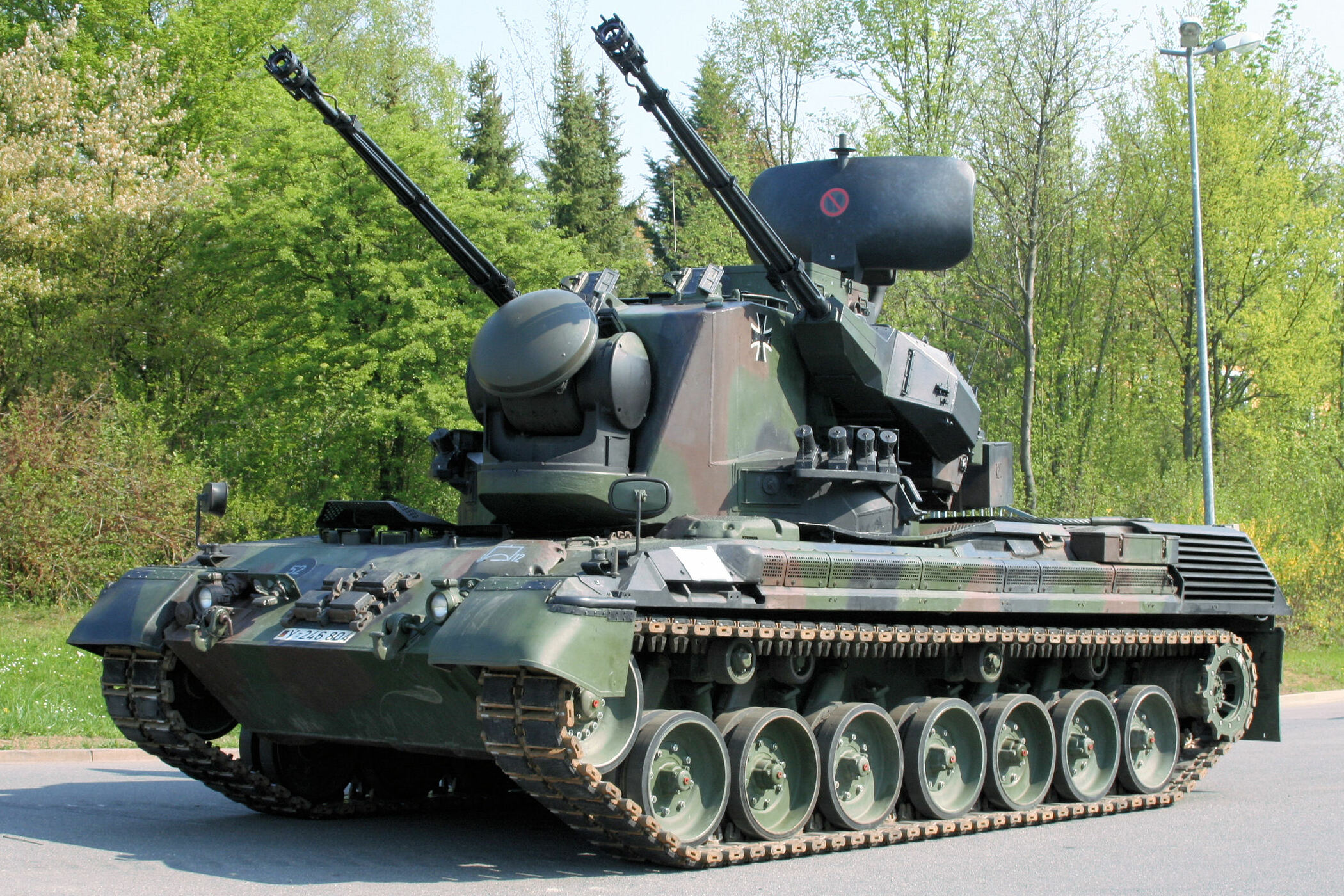
ゲパルト対空戦車
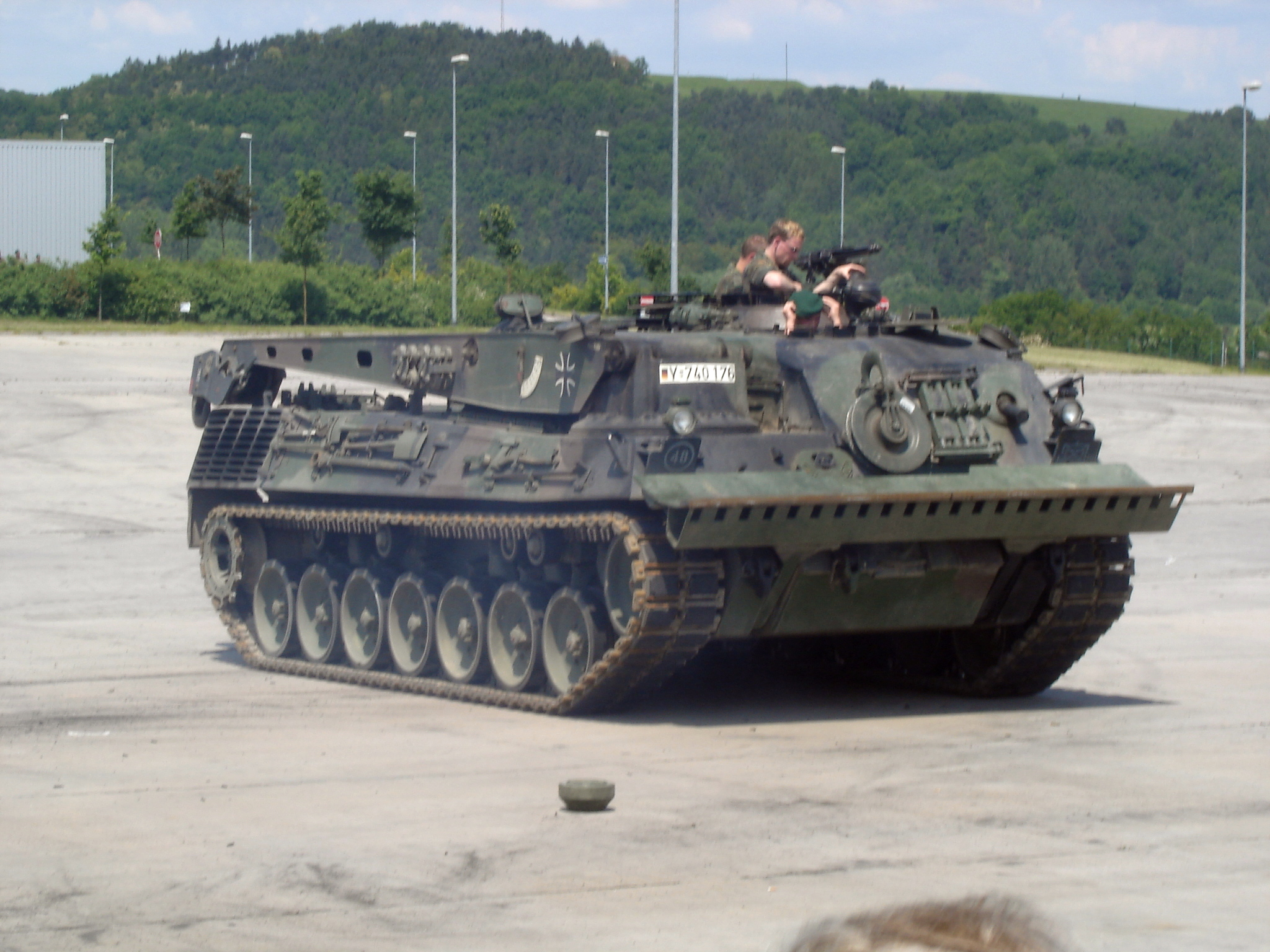
ベルゲパンツァー2
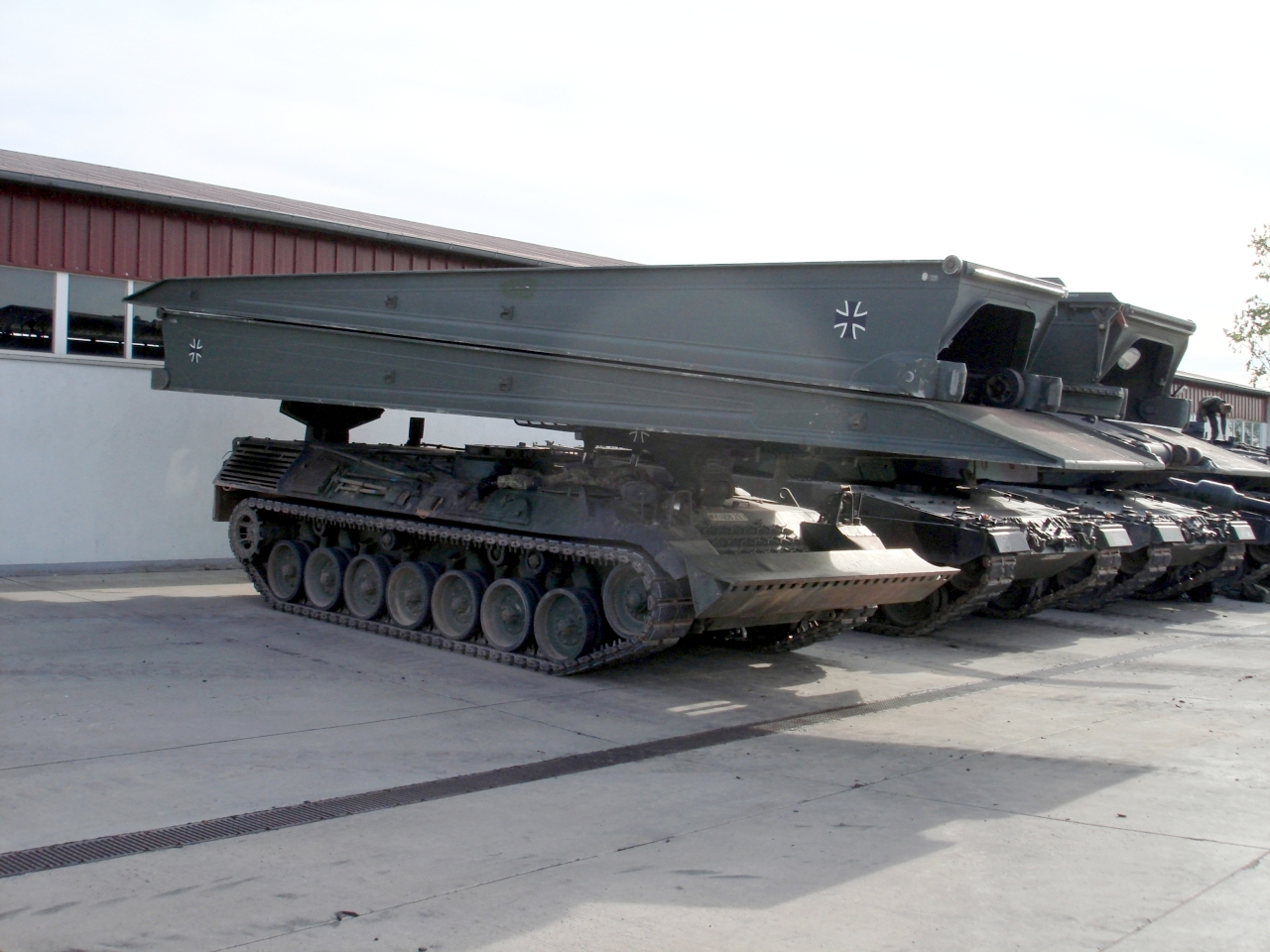
ビーバー架橋戦車
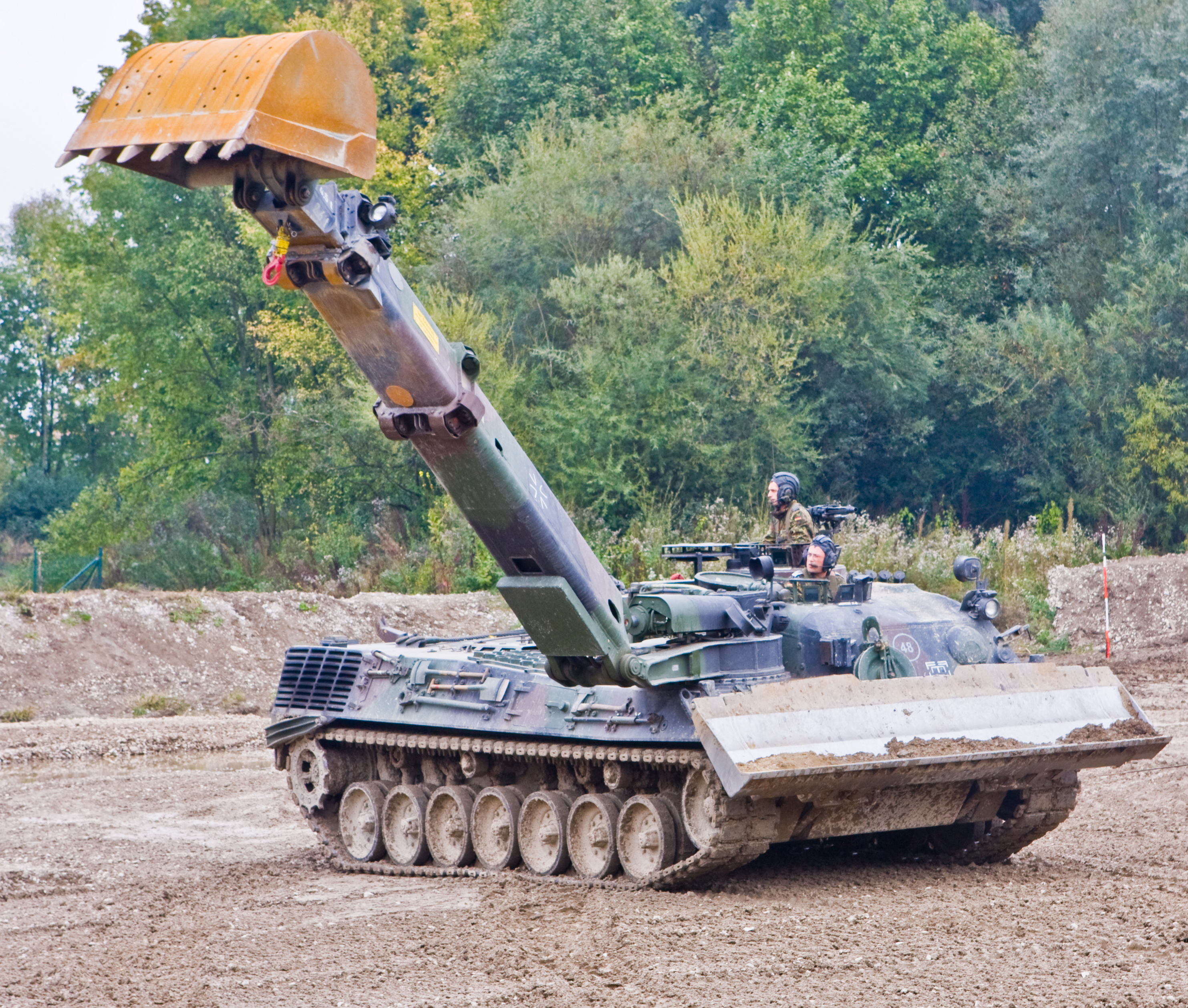
ダクス戦闘工兵車
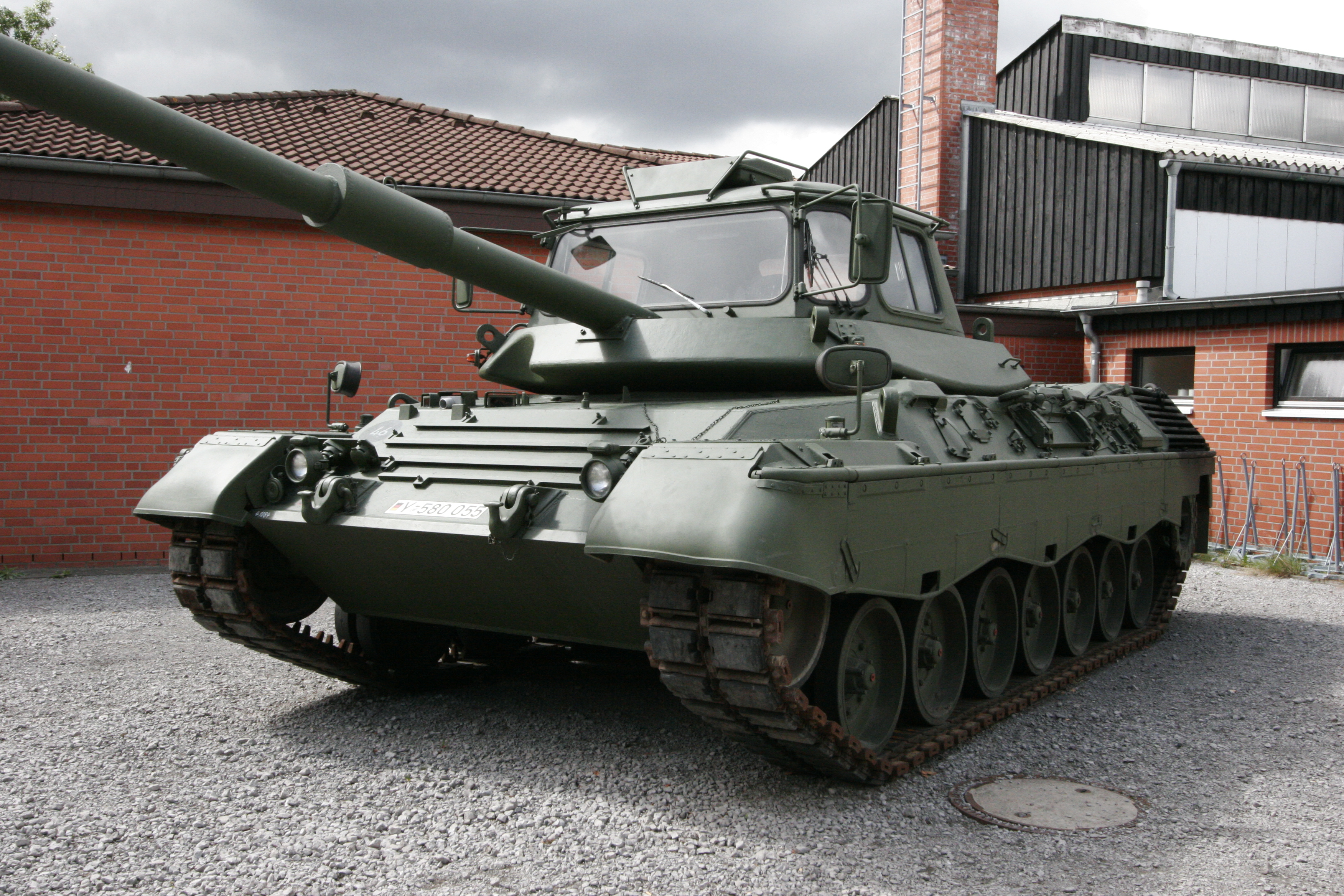
ダミー砲塔を搭載した操縦訓練車型
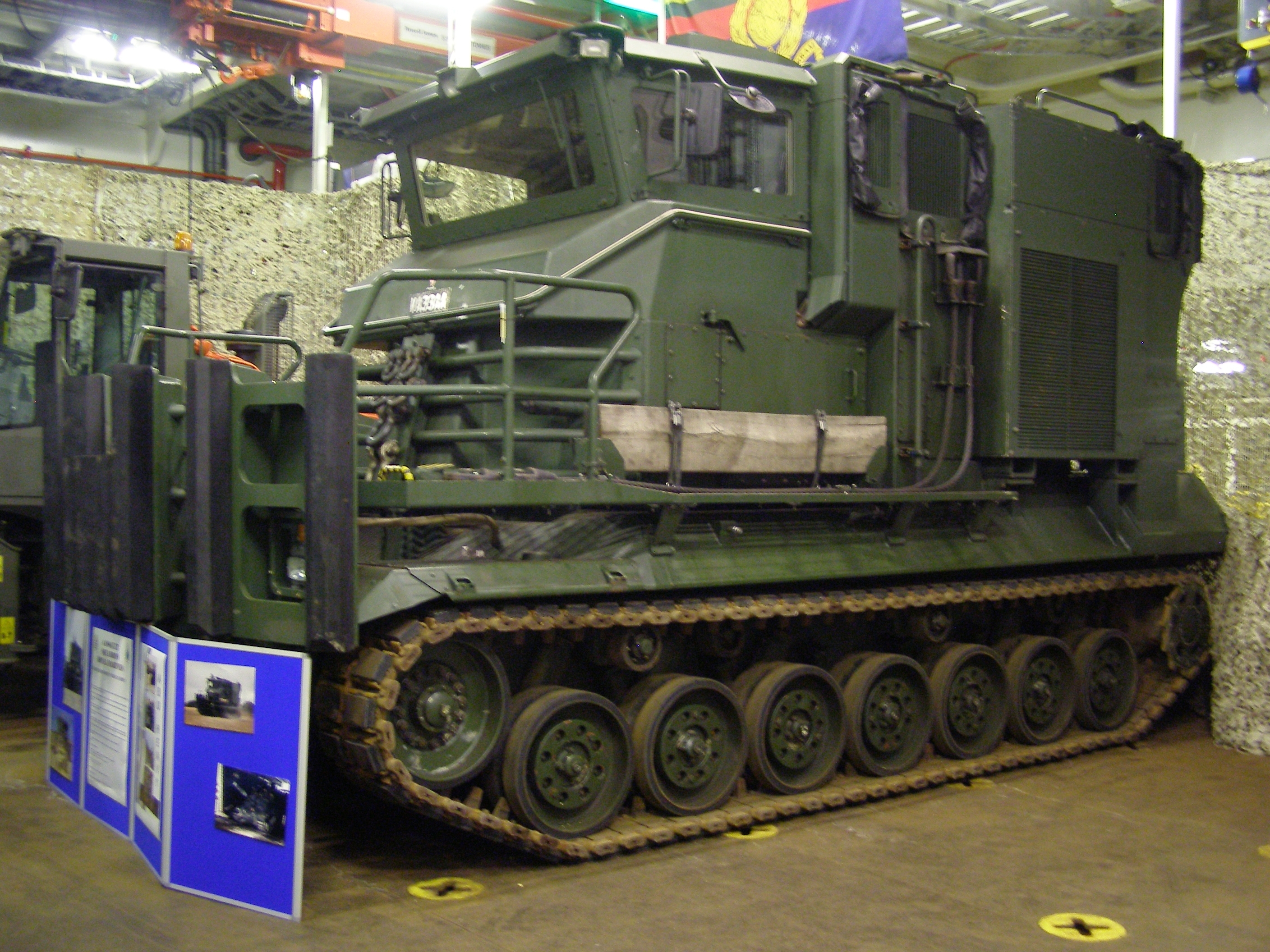
ヒッポ BRV
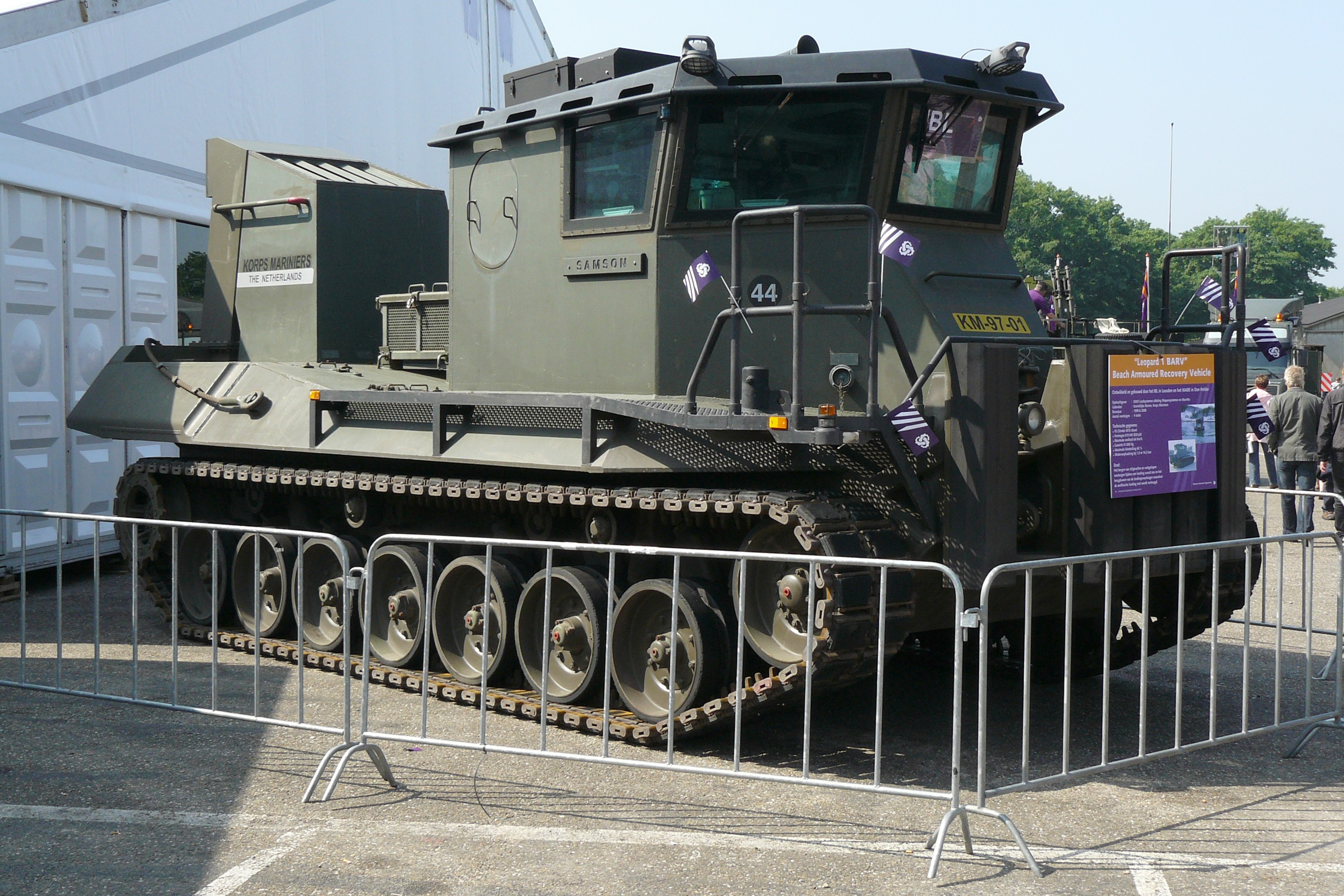
ブルドッグ BRV

## 登場作品

### 映画
『女王陛下の戦士』
ドイツ軍戦車として登場。当作は『遠すぎた橋』と同時期に撮影されており、同一車両が登場しているが、『遠すぎた橋』に登場した車両とはサイドスカートが装着されていること、塗装が二色迷彩となっている、などの差異がある。
『戦争のはじめかた』
アメリカ軍戦車として登場。民間に払い下げられて個人所有となった実車が登場している。
『遠すぎた橋』
ドイツ軍戦車として登場。砲塔が本来のものに箱状のものを被せる形で一回り大きくなっており、主砲は排煙器がなく先端にマズルブレーキの付いたものに換装されている。ロケ地のオランダ軍の車両を借用して改造したものである。

### テレビドラマ
『アラーム・フォー・コブラ11』
シーズン3第1話にドイツ陸軍の車両が登場。犯人のとある計画により盗まれる。実際のドイツ連邦軍のレオパルト1A5型が、撮影に使用されている。
『ウルトラシリーズ』
『ウルトラマン80』
第24話「裏切ったアンドロイドの星」に地球防衛軍（UNDA）の戦車として登場。UNDA極東エリア基地でロボフォーの迎撃に当たるが、レーザー光線を受けて多くが撃破される。
『ウルトラマンパワード』
アメリカ陸軍の戦車として登場。第4話「闇からの使者」では都市部に出現したパワードテレスドンを迎撃する。第13話「さらばウルトラマン」ではW.I.N.R.北米支部基地を破壊したパワードゼットンを攻撃するも撃破されている。
『ウルトラマンネオス』
パイロット版にGSGの戦車として登場。HEART基地に襲来したザム星人を迎撃するが、ザムビームによって撃破される。映像は『ウルトラマン80』第24話の流用。
『ウルトラマンティガ』
第35話「眠りの乙女」の作中で映された18年前の記録映像の中に登場。アジア某国の空軍基地に配備されており、デジモ星系人の宇宙船を迎え撃っている。映像は『ウルトラマン80』第24話の流用。

『メガロマン』
第27話「原子炉爆発三秒前! 光線怪獣ジャドンガ」に国防軍第2部隊の戦車として登場。港北工業地帯にてジャドンガに攻撃を加えるが、反撃によって破壊されている。

### アニメ
『Mr.インクレディブル』
アメリカ陸軍の戦車として登場。ただし、転輪の数が5個になっているなど、実車とは細部が異なる。劇中ではオムニドロイドを攻撃すべく出動するも、一方的に破壊されている。
『うる星やつら2 ビューティフル・ドリーマー』
面堂終太郎（面堂財閥私設軍隊）の所有物として登場。主砲の発砲音にはガンダムのビームライフルのそれと同じ音源が使われた。
『戦え!超ロボット生命体トランスフォーマー』
デストロン・コンバットロン狙撃兵ブロウルが変形する。
『ルパン三世 ヘミングウェイ・ペーパーの謎』
マルセス商会の最新鋭戦車（カルロス軍偵察兵により「高速最新型戦車」と呼称される）としてレオパルト2A4と共に登場。劇中、マッシュ率いる私設傭兵部隊とコンサノ軍が使用し、終盤には、カルロス軍も使用。最後は、コンサノとカルロスの同盟軍もろとも鉄砲水に飲み込まれる。

### 漫画
『コンビニDMZ』
国連軍の戦車として登場。DMZグループの車列を護衛している。

### ゲーム
『Wargame European Escalation』
NATO軍の初期戦車として登場。アンロックによりA2からA5までの後継型も使用できる。
『War Thunder』
ドイツ陸軍ツリーのランク6に中戦車という分類で1及びA1A1、1A5、課金車両としてA1A1に120mm L44を搭載した試作車が登場する。また、アップデートによりイタリア陸軍ツリーにも1A5が実装された。
『World of Tanks』
ドイツ中戦車ツリーの最後を飾る戦車として登場。その開発元としてグループAによる試作車両が「Leopard Prototyp A」として登場。
加えて、グループBによる試作車両が「Prototipo Standard B」としてイタリア中戦車ツリーに登場する。
『凱歌の号砲 エアランドフォース』
日本を占拠したドイツ軍の車両として登場。プレイヤーも購入して使用できる。
『戦闘国家シリーズ』
欧州の基本装備として組み込まれる。
『大戦略シリーズ』
ドイツ軍の主力戦車として登場する。